# 関戸優希
関戸 優希（せきど ゆき、1991年7月24日 - ）は日本の女優、タレントである。愛知県の出身。「スーパー・ヒロイン・オーディション ミス・フェニックス」準グランプリ受賞者（グランプリは蓮佛美沙子、審査員特別賞は土屋太鳳）。

## 来歴・人物
- 2005年度に角川映画、Yahoo! JAPAN、ソニーミュージックなどが主催したスーパー・ヒロイン・オーディション ミス・フェニックスで準グランプリを受賞した。インターネット投票では2位を獲得。（当時中学2年生）。

オーディションの応募総数は37,749人
- 2004年度から2006年度まで、NHK名古屋放送局制作のテレビドラマ『中学生日記』に出演していた。
- ミスセブンティーン2008のファイナリスト20名に選ばれた（この年のミスはNo.9の滝沢カレン。関戸はNo.7だった）。
- 2009年11月、3,612名の中から神コレモデルオーディション2010のファイナリスト10名に選ばれた[1]。
- 2010年9月28日、543名の中から繊維製品メーカー『アツギ』のイメージガール “ミラキャラットガール” に選出される。

## 主な出演

### テレビドラマ
- 中学生日記（NHK教育テレビ）- レギュラー出演
- ガラスの牙（2007年、CBC）

### 劇場版アニメ
- 時をかける少女（2006年） - 紺野美雪 役[2]

### 劇場公開映画
- 着信アリFinal（2006年）
- 転校生-さよなら あなた-（2007年） - 金子正枝 役
- 闇金ウシジマくん（2012年）

### CM
- 花王「ケープ」フリーアレンジ編

- リクルート「マイナビ」フレイム編

- トリビュートアルバム「あいのうた5」TVCM

- 「my blu」

### PV
- 和紗「アイタクテ」sony music（2009年）
- Safarii「Rain」sony music（2010年）

### 舞台
- 返り咲きリビングデッド（2013年）